# Річард Бонно
Річард Бонно — американський обчислювальний біолог і науковець з даних, основні дослідження якого проводяться в таких галузях: вивчення мереж на основі даних функціональної геноміки, передбачення та проектування білкової та пептидоміметичної структури та застосування науки даних до соціальних мереж. Професор Нью-Йоркського університету, він займає посади на кафедрі біології, Центрі науки про дані та Інституті математичних наук Куранта .

## Біографія
Бонно є керівником групи системної біології в центрі обчислювальної біології Інституту Флетайрона. Зараз він директор Центру науки про дані Нью-Йоркського університету.

## Наукова робота
У галузі передбачення структури Бонно був одним із перших авторів коду Розетти, одного з перших кодів, який продемонстрував здатність передбачати структуру білка за відсутності гомології послідовності. Використовуючи IBM World Community Grid для згортання цілих проте-омів, його група також застосувала передбачення структури до проблеми геному та анотації проте омів.
Його група зробила ключовий внесок у галузі аналізу геномних даних, зосередившись на двох основних областях: 1. методи мережевого висновку, які розкривають динаміку та топологію з даних, і 2. методи, які вивчають залежні від умов спільно-регульовані групи з інтеграції різних геномів. типи даних.
У 2013 році він та його колеги з Нью-Йоркського університету розпочали проект із вивчення впливу використання соціальних медіа на політичні настрої та участь шляхом застосування методів із низки академічних дисциплін. Проект — Соціальні медіа та політична участь (SMaPP) — спирається як на дані опитування, так і на загальнодоступні дані соціальних медіа для вирішення низки питань, що стосуються причинно-наслідкових процесів, які формують політичну участь.

## Мережевий висновок і системна біологія
Разом з Вестьенном Торссоном, Девідом Рейссом і Нітіном Балігою він розробив Inferelator і cMonkey, два алгоритми, які були вирішальними для вивчення загальногеномної моделі регуляторної мережі Halobacterium . Баліга і Бонно використовували свою модель для прогнозування транскрипційної динаміки реакції клітини на нове середовище (публікація в Cell у грудні 2007 року). Ця робота являє собою першу повністю керовану даними реконструкцію регуляторної мережі клітин, що включає вивчення кінетичних/динамічних параметрів, а також топології мережі.

## Зовнішні посилання
- Сторінка Google Scholar доктора Бонно